# Futakoi Alternative
Futakoi Alternative (フタコイ オルタナティブ?) es un anime japonés producido por ufotable. La serie está compuesta por 13 episodios, que fueron emitidos del 7 de abril de 2005 al 30 de junio del mismo año. El anime cuenta con muchos personajes originales del manga Futakoi, aunque la historia y los escenarios son completamente diferentes.